# The Whiskey Foundation
The Whiskey Foundation ist eine 2011 gegründete Bluesrock-Band aus München.

## Geschichte
Kennengelernt hatten sich die Bandmitglieder, als der Lucky-Fish-Gitarrist Pascal Fischer den zu dieser Zeit als Straßenmusiker spielenden Murat Kaydirma am Sendlinger Tor hörte und diesen sofort zu einer Jam-Session mit dem Pianisten Julian Frohwein einlud. In Zusammenhang mit dieser Jam-Session und einer Flasche des namensgebenden Alkohols wurde „The Whiskey Foundation“ gegründet.
Im Jahr 2013 veröffentlichte die Band dann im Eigenverlag mit Take the Walk ihr erstes Studioalbum. Es folgten deutschlandweit Konzerte. Ein Jahr später erschien 2015 mit Mood Machine das zweite Studioalbum beim Münchner Independent-Label Sun King Music. Dazu wurde die Band vom Sender PULS des Bayerischen Rundfunks zur „Band der Woche“ ernannt. Im Sommer 2015 waren The Whiskey Foundation zusammen mit Vintage Trouble Vorband von AC/DC. 
Im Oktober 2017 kam mit Blues and Bliss (Sun King Music, CD und Vinyl) das dritte Album heraus. Beim PULS Festival 2018 waren sie einer der Hauptacts.

The Whiskey Foundation, Live 2015
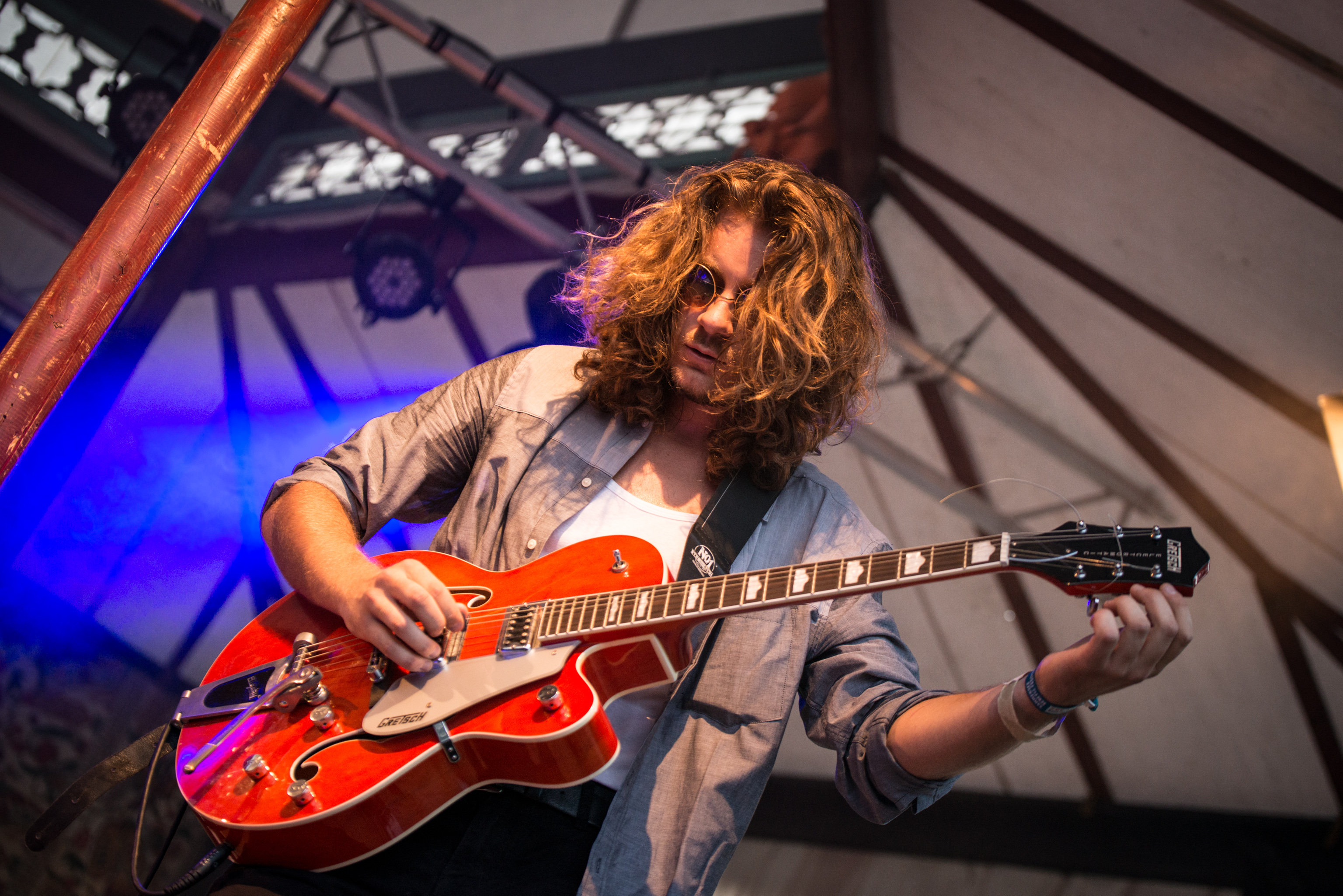
Pascal Fischer
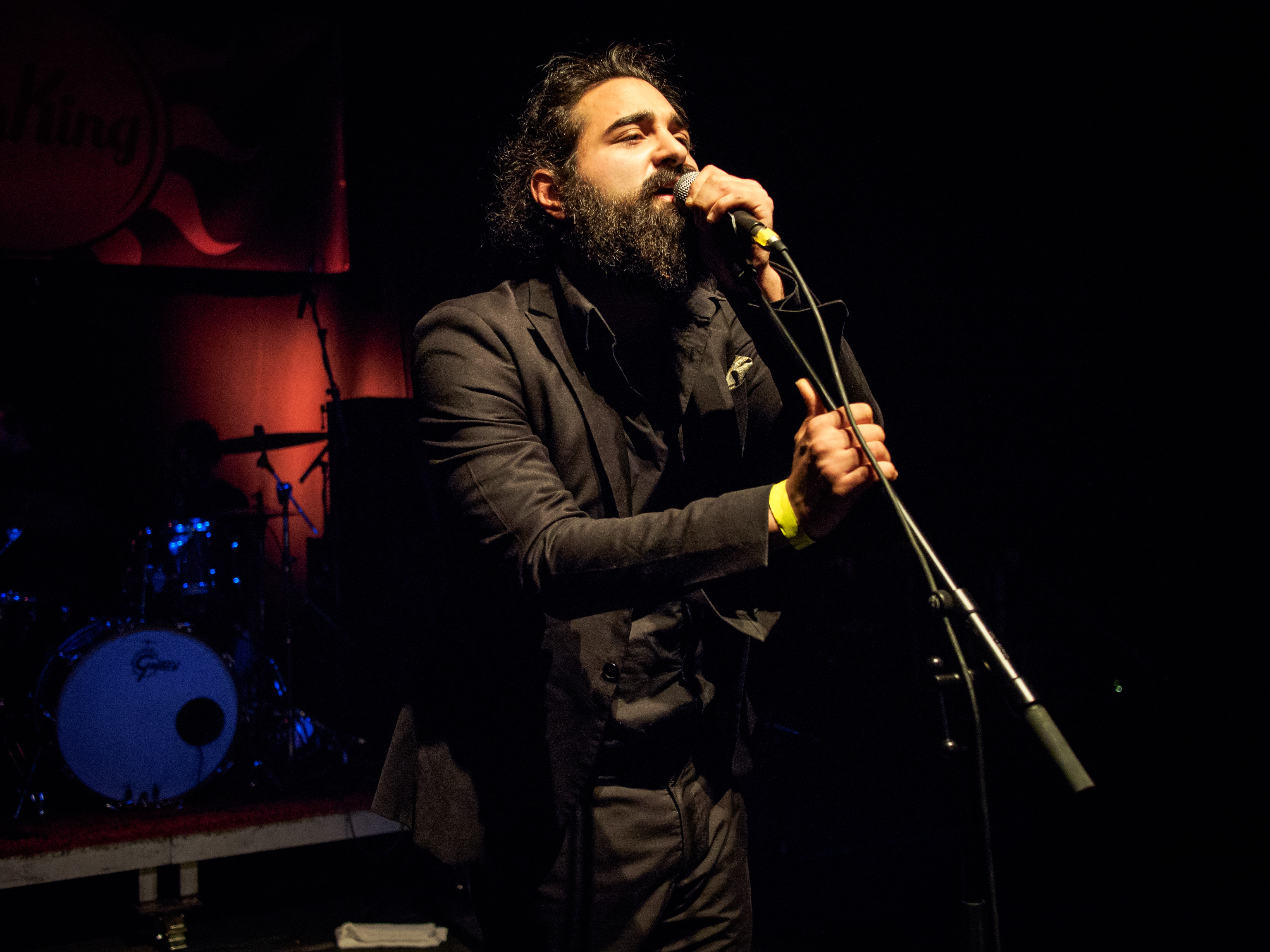
Murat Kaydirma
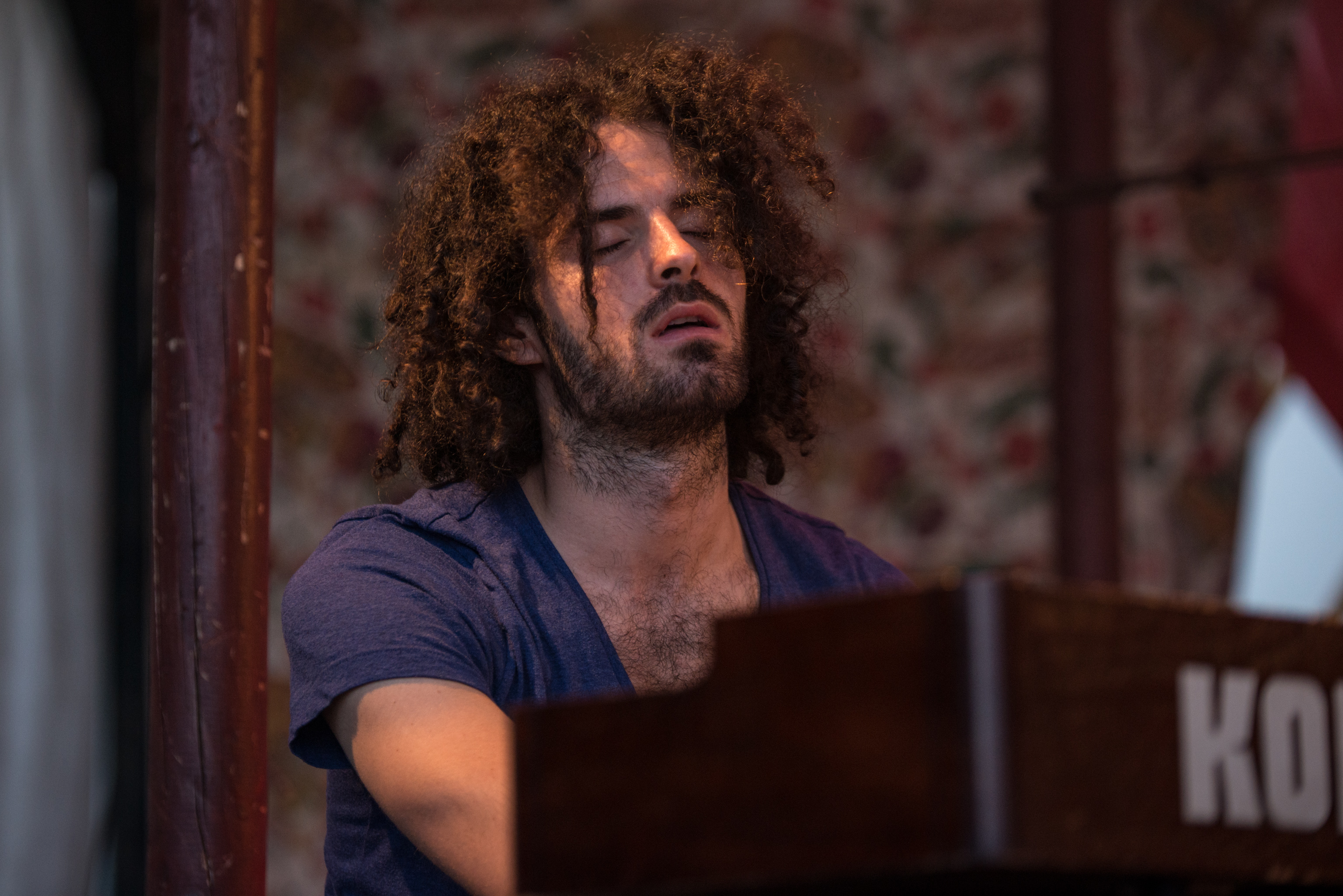
Julian Frohwein
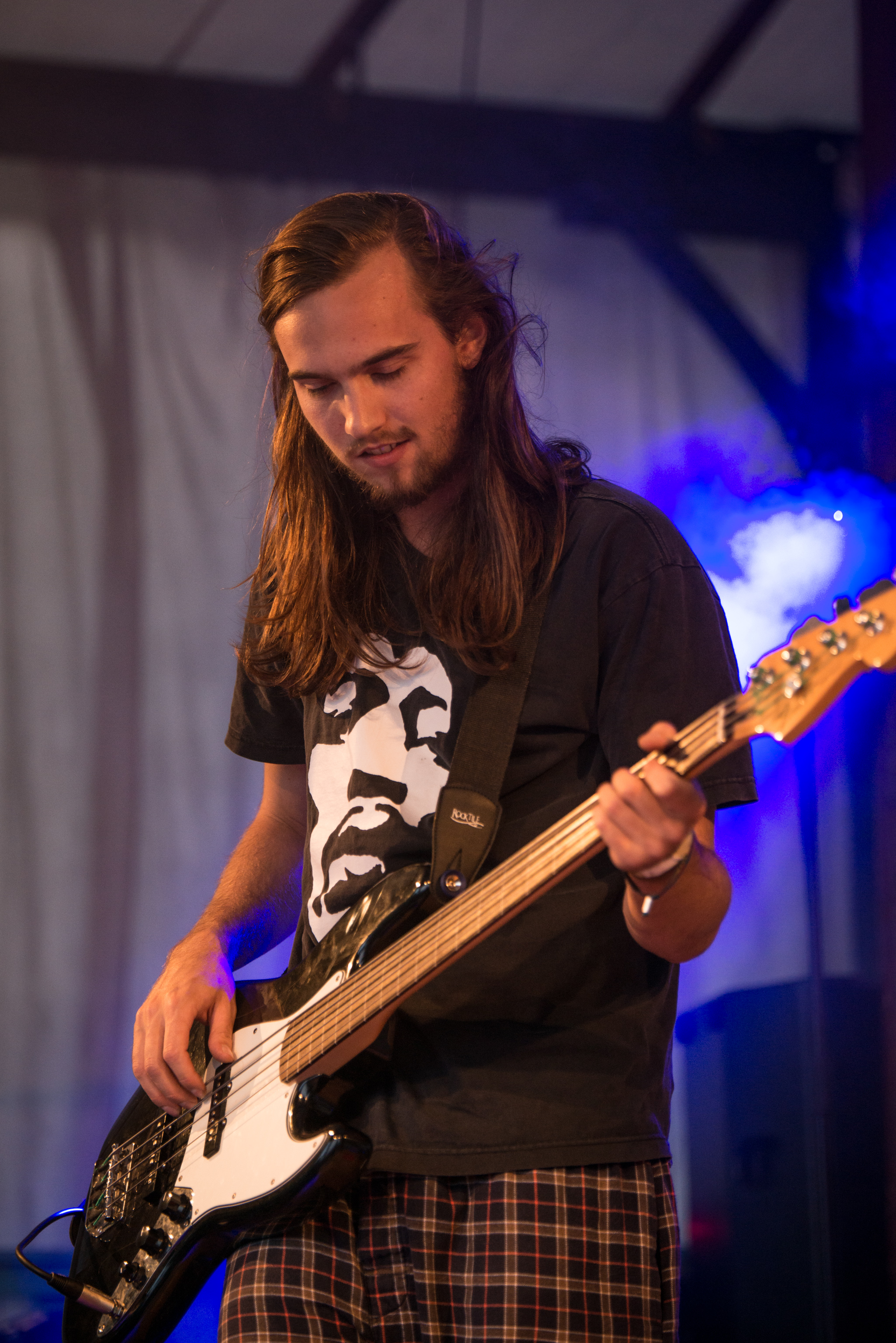
Franz Klein

## Diskografie
Alben
- 2013: Take the Walk (Eigenveröffentlichung)
- 2015: Mood Machine (Sun King Music)
- 2017: Blues and Bliss (Sun King Music)
- 2022: Leisure (Sun King Music)